# Amtsgericht Hann. Münden

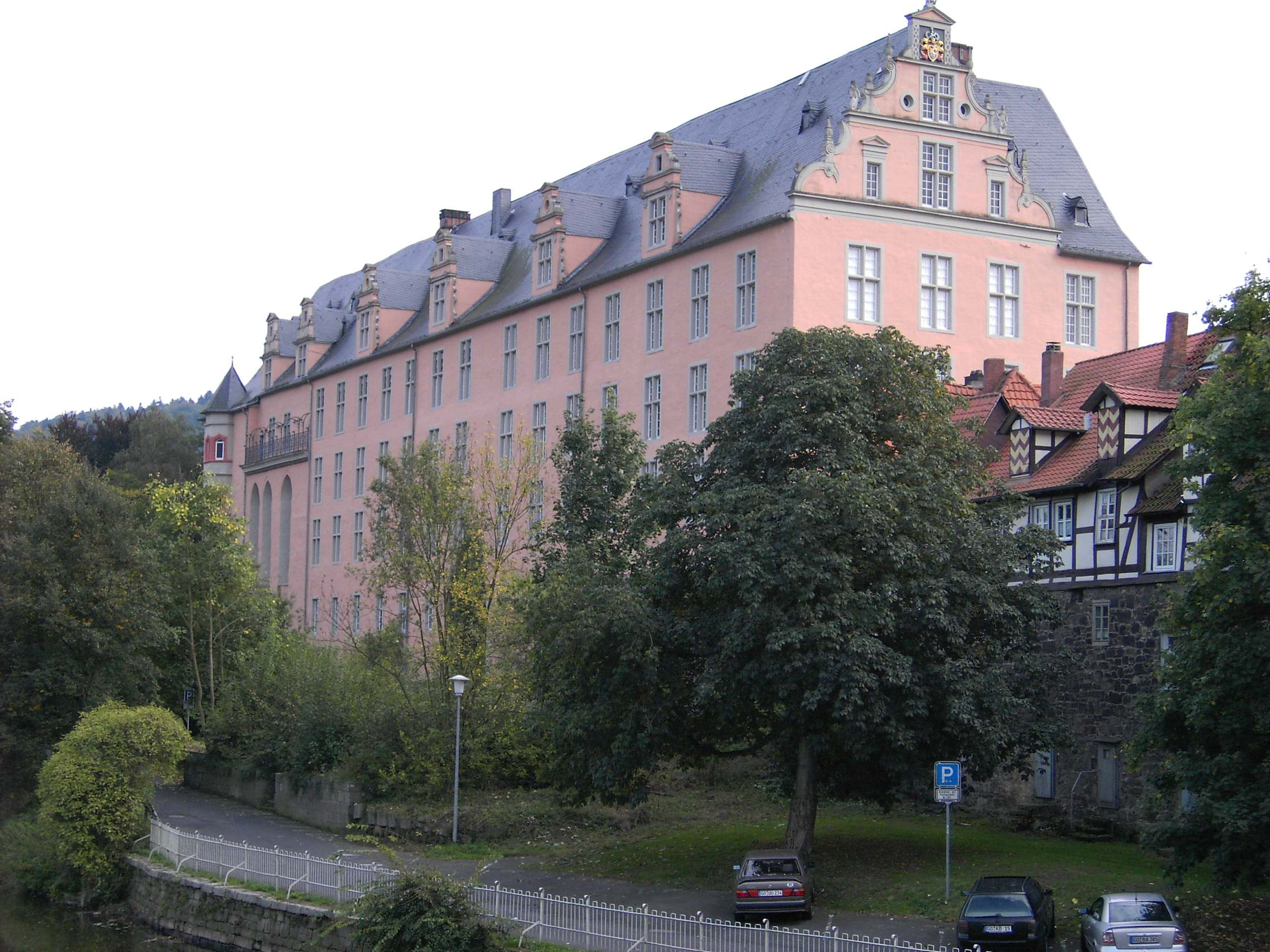
Sitz des Amtsgerichtes im Welfenschloss Münden

Das Amtsgericht Hann. Münden ist eines von sieben Amtsgerichten im Landgerichtsbezirk Göttingen. Das Gericht hat seinen Sitz seit 1861 im früheren Welfenschloss Münden am Schlossplatz in Hann. Münden.

## Organisation
Das Amtsgericht hatte 2004 insgesamt 34 Mitarbeiter, darunter jeweils fünf Richter und Rechtspfleger. Der Gerichtsbezirk des Amtsgerichts Hann. Münden umfasst die Stadt Hann. Münden, die Gemeinde Staufenberg sowie die Samtgemeinde Dransfeld. Das Amtsgericht Hann. Münden hat somit etwa 44.000 Gerichtseingesessene. Übergeordnetes Gericht ist das Landgericht Göttingen.

## Geschichte
Das Amtsgericht wurde am 1. Oktober 1852 im Zuge der „Großen Justizreform“ im Königreich Hannover als Amtsgericht Münden gegründet und dem Obergericht Göttingen nachgeordnet. 1859 erweiterte sich der Gerichtsbezirk um das Gebiet des aufgelösten Amtsgerichts Dransfeld. Im selben Jahr wurden dem Amtsgericht das Klostergut Burfsfelde und das Vorwerk Ochsenhof zugewiesen.
Das Amtsgericht war 1852 bis 1879 auch Weserzollgericht.